# Rinman (släkt)
Rinman är en svensk släkt som stammar från komministern i Rinna socken i Göstrings härad, Olof Ahrenius (död 1646).
Hans söner antog släktnamnet Rinman efter hemsocknen.

## Kända medlemmar
- Sven Rinman (1720-1792)
- Carl Rinman (1762-1826)
- Ludvig Rinman (1815-1890)
- Erik B. Rinman (1870-1930)
- Ulla Rinman, född Kylberg (1874-1960), gift med Thorsten Rinman (1877-1943).